# خوزه ماریا چبالوس
خوزه ماریا چبالوس (انگلیسی: José María Ceballos؛ زادهٔ ۷ سپتامبر ۱۹۶۸) بازیکن فوتبال اهل اسپانیا است.
از باشگاه‌هایی که در آن بازی کرده‌است می‌توان به باشگاه فوتبال راسینگ سانتاندر اشاره کرد.